# Jurij Hudymenko
Jurij Arkadijowycz Hudymenko, ukr. Юрій Аркадійович Гудименко, ros. Юрий Аркадьевич Гудименко, Jurij Arkadjewicz Gudimienko (ur. 10 marca 1966 w Kirgiskiej SRR) – ukraiński piłkarz pochodzenia kirgiskiego grający na pozycji napastnika, reprezentant Ukrainy. Posiada obywatelstwo rosyjskie.

## Kariera piłkarska

### Kariera klubowa
W 1983 rozpoczął karierę piłkarską w miejscowej drużynie Ałga Frunze, w której występował siedem lat. W 1990 został piłkarzem miejscowego klubu Dnipra Dniepropetrowsk, skąd w następnym roku przeszedł do Rotoru Wołgograd. W 1992 przeniósł się do Tawrii Symferopol. Następnie wyjechał do Rosji, gdzie bronił barw klubów Dinamo Moskwa, Łada Togliatti i Torpedo Wołżski, w którym ukończył karierę piłkarską. Zmienił obywatelstwo na rosyjskie i mieszka w Wołgogradzie.

## Kariera reprezentacyjna
27 czerwca 1992 roku debiutował w narodowej reprezentacji Ukrainy w zremisowanym 0:0 meczu towarzyskim z USA. Łącznie rozegrał 2 gry reprezentacyjne i strzelił 1 gola.

## Sukcesy i odznaczenia

### Sukcesy klubowe
- finalista Pucharu Federacji Piłki Nożnej ZSRR: 1990
- mistrz Pierwszej Ligi ZSRR: 1991
- mistrz Ukrainy: 1992
- brązowy medalista Mistrzostw Rosji: 1993

### Sukcesy indywidualne
- pierwszy król strzelców Mistrzostw Ukrainy: 1992

### Odznaczenia
- nagrodzony tytułem Mistrza Sportu ZSRR: 1990